# Campeonato Mundial de Tiro de 1990

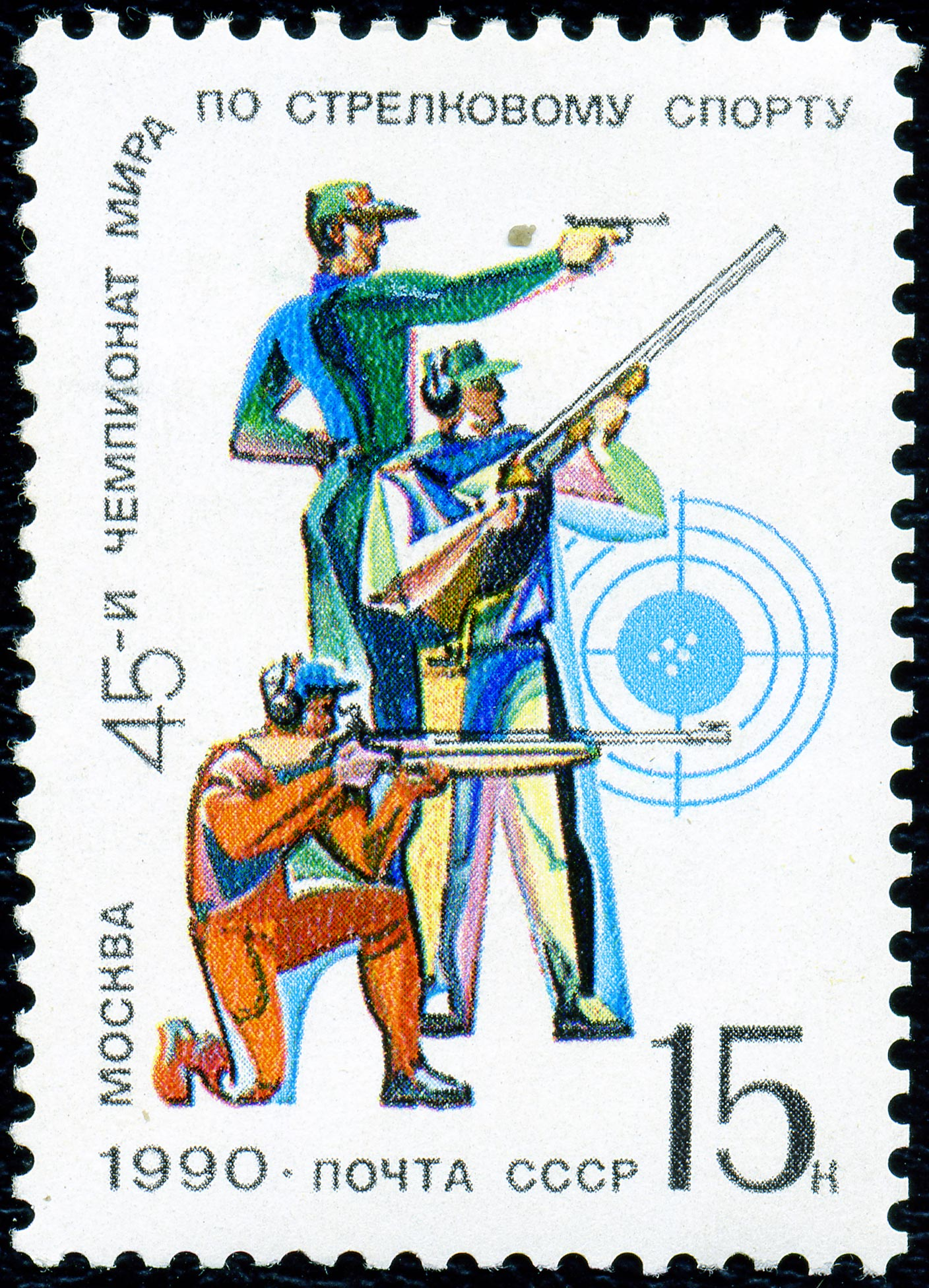
Sello del Campeonato Mundial de Tiro de 1990

El XLV Campeonato Mundial de Tiro se celebró en Moscú (URSS) en agosto de 1990 bajo la organización de la Federación Internacional de Tiro Deportivo (ISSF) y la Federación Soviética de Tiro Deportivo.
Las competiciones se realizaron en el Campo de Tiro Dynamo de la localidad de Mytishchi, ubicada al nordeste de la capital rusa.

## Resultados

### Masculino
| Evento                                    | Oro                                              | Plata                                            | Bronce                                           |
| ----------------------------------------- | ------------------------------------------------ | ------------------------------------------------ | ------------------------------------------------ |
| Rifle 3 posiciones 300 m                  | Malcolm Cooper Reino Unido 1168 pts.             | Glenn Dubis Estados Unidos 1167 pts.             | Jørgen Herlufsen Dinamarca 1163 pts.             |
| Rifle 3 posiciones 300 m (equipos)        | Unión Soviética 3467                             | Francia 3462                                     | Suecia · 3460                                    |
| Rifle en pos. tendida 300 m               | Harald Stenvaag · Noruega · 600 (RM)             | Norbert Sturny · Suiza · 599                     | Thomas Tamas Estados Unidos 599                  |
| Rifle en pos. tendida 300 m (equipos)     | Noruega · 1785                                   | Estados Unidos 1780                              | Reino Unido 1779                                 |
| Rifle en pos. de rodillas 300 m           | Malcolm Cooper Reino Unido 392                   | Jørgen Herlufsen Dinamarca 392                   | Hubert Bichler Alemania Occidental 390           |
| Rifle en pos. de rodillas 300 m (equipos) | Suecia · 1162                                    | Unión Soviética 1154                             | Suiza · 1153                                     |
| Rifle en pos. de pie 300 m                | Glenn Dubis Estados Unidos 385                   | Roger Jansson · Suecia · 380                     | Pascal Bessy Francia 378                         |
| Rifle en pos. de pie 300 m (equipos)      | Francia 1129                                     | Unión Soviética 1122                             | Checoslovaquia 1119                              |
| Rifle estándar 300 m                      | Glenn Dubis Estados Unidos 582                   | Norbert Sturny · Suiza · 578                     | Malcolm Cooper Reino Unido 577                   |
| Rifle estándar 300 m (equipos)            | Estados Unidos 1719                              | Suiza · 1713                                     | Finlandia · 1710                                 |
| Rifle 3 posiciones 50 m                   | Lee Eun-Chul Corea del Sur 1267,8                | Robert Foth Estados Unidos 1264,6                | Grachia Petikian Unión Soviética 1263,7          |
| Rifle 3 posiciones 50 m (equipos)         | Unión Soviética 3490 (RM)                        | Checoslovaquia 3475                              | Yugoslavia 3475                                  |
| Rifle en pos. tendida 50 m                | Viacheslav Bochkariev Unión Soviética 701,8      | Harald Stenvaag · Noruega · 701,2                | Tadeusz Czerwiński · Polonia · 701,1             |
| Rifle en pos. tendida 50 m (equipos)      | Unión Soviética 1784                             | Checoslovaquia 1780                              | Yugoslavia 1776                                  |
| Rifle en pos. de rodillas 50 m            | Hubert Bichler Alemania Occidental 393           | Viacheslav Bochkariev Unión Soviética 392        | Grachia Petikian Unión Soviética 391             |
| Rifle en pos. de rodillas 50 m (equipos)  | Alemania Occidental 1170 (RM)                    | Unión Soviética 1169                             | Yugoslavia 1160                                  |
| Rifle en pos. de pie 50 m                 | Lee Eun-Chul Corea del Sur 387                   | Enrique Claverol · España · 382                  | Robert Foth Estados Unidos 382                   |
| Rifle en pos. de pie 50 m (equipos)       | Unión Soviética 1138                             | Checoslovaquia 1132                              | Francia 1131                                     |
| Rifle de aire 10 m                        | Johann Riederer Alemania Occidental 697,4        | Rajmond Debevec Yugoslavia 694,9                 | Masaru Yanagida Japón 693,7                      |
| Rifle de aire 10 m (equipos)              | Alemania Occidental 1766                         | República Democrática Alemana 1765               | Corea del Sur 1761                               |
| Pistola 50 m                              | Spas Koprinkov Bulgaria 671                      | Wang Yifu China 663                              | Sergéi Pyzhianov Unión Soviética 660             |
| Pistola 50 m (equipos)                    | Hungría · 1695                                   | Unión Soviética 1693                             | Suecia · 1681                                    |
| Pistola rápida de fuego 25 m              | Ralf Schumann República Democrática Alemana 885  | Miroslav Ignatiuk Unión Soviética 883            | Perttim Eteläniemi · Finlandia · 882             |
| Pistola rápida de fuego 25 m (equipos)    | Unión Soviética 1766 (RM)                        | Hungría · 1759                                   | Suiza · 1753                                     |
| Pistola de fuego 25 m                     | Sergéi Pyzhianov Unión Soviética 590             | Miroslav Ignatiuk Unión Soviética 588            | Park Byung-Taek Corea del Sur 588                |
| Pistola de fuego 25 m (equipos)           | Unión Soviética 1762                             | Finlandia · 1750                                 | Estados Unidos 1748                              |
| Pistola estándar 25 m                     | Miroslav Ignatiuk Unión Soviética 577            | Finn Damkjær Dinamarca 576                       | Anton Küchler · Suiza · 575                      |
| Pistola estándar 25 m (equipos)           | Unión Soviética 1723                             | China 1713                                       | Estados Unidos 1710                              |
| Pistola de aire 10 m                      | Bernardo Tobar · Colombia · 682,6                | István Ágh · Hungría · 681,3                     | Boris Kokorev Unión Soviética 680,9              |
| Pistola de aire 10 m (equipos)            | Unión Soviética 1732                             | Hungría · 1729                                   | República Democrática Alemana 1722               |
| Blanco móvil 50 m                         | Alexéi Poslov Unión Soviética 594                | Manfred Kurzer República Democrática Alemana 594 | Attila Solti · Hungría · 594                     |
| Blanco móvil 50 m (equipos)               | Hungría · 1767                                   | Unión Soviética 1765                             | China 1757                                       |
| Blanco móvil mixto 50 m                   | Zhang Ronghui China 396                          | Gennadi Avramenko Unión Soviética 394            | Manfred Kurzer República Democrática Alemana 393 |
| Blanco móvil mixto 50 m (equipos)         | Unión Soviética 1174                             | China 1171                                       | Hungría · 1165                                   |
| Blanco móvil 10 m                         | Manfred Kurzer República Democrática Alemana 664 | Shu Quingquan China 659                          | Gennadi Avramenko Unión Soviética 659            |
| Blanco móvil 10 m (equipos)               | China 1694                                       | Hungría · 1693                                   | Alemania Occidental 1692                         |
| Foso                                      | Jörg Damme República Democrática Alemana 224     | Daniele Cioni · Italia · 223                     | Marco Venturini · Italia · 221                   |
| Foso (equipos)                            | Italia · 441                                     | Portugal 440                                     | República Democrática Alemana 432                |
| Doble foso                                | Bret Erickson Estados Unidos 221 (RM)            | Kevin Gill Reino Unido 215                       | Jean-Paul Gros Francia 214                       |
| Doble foso (equipos)                      | Francia 364 (RM)                                 | Australia 358                                    | Italia · 354                                     |
| Skeet                                     | Andrea Benelli · Italia · 222                    | Servando Puldón · Cuba · 221                     | Tomas Imnaichvili Unión Soviética 220            |
| Skeet (equipos)                           | Checoslovaquia 439                               | Unión Soviética 438                              | Cuba · 435                                       |

- RM –  récord mundial

### Femenino
| Evento                               | Oro                                    | Plata                                    | Bronce                                  |
| ------------------------------------ | -------------------------------------- | ---------------------------------------- | --------------------------------------- |
| Rifle 3 posiciones 50 m              | Vesela Lecheva Bulgaria 678,2          | Deena Wigger Estados Unidos 676,1        | Anitsa Valkova Bulgaria 675,5           |
| Rifle 3 posiciones 50 m (equipos)    | Bulgaria 1738 (RM)                     | Estados Unidos 1725                      | Unión Soviética 1720                    |
| Rifle en pos. tendida 50 m           | Irina Shilova Unión Soviética 596 (RM) | Valentina Cherkasova Unión Soviética 596 | Lessia Leskiv Unión Soviética 594       |
| Rifle en pos. tendida 50 m (equipos) | Unión Soviética 1786 (RM)              | Bulgaria 1772                            | Estados Unidos 1771                     |
| Rifle de aire 10 m                   | Éva Joó · Hungría · 496,4              | Renata Mauer · Polonia · 494,8           | Jolanda Swinkels · Países Bajos · 493,6 |
| Rifle de aire 10 m (equipos)         | Estados Unidos 1171                    | Hungría · 1170                           | Unión Soviética 1168                    |
| Pistola 25 m                         | Marina Logvinenko Unión Soviética 685  | Evgenia Galuso Unión Soviética 684       | Li Duihong China 684                    |
| Pistola 25 m (equipos)               | Unión Soviética 1751                   | Suecia · 1735                            | China 1733                              |
| Pistola de aire 10 m                 | Jasna Šekarić Yugoslavia 483,8         | Marina Logvinenko Unión Soviética 483,1  | Svetlana Smirnova Unión Soviética 482,7 |
| Pistola de aire 10 m (equipos)       | Unión Soviética 1157                   | Alemania Occidental 1134                 | Bulgaria 1133                           |
| Foso                                 | Pia Baldisseri · Italia · 189          | Roberta Pelosi · Italia · 188            | Wang Yujin China 184                    |
| Foso (equipos)                       | Italia · 414                           | Unión Soviética 402                      | China 386                               |
| Doble foso                           | Pusila Satu · Finlandia · 162 (RM)     | Elena Shishirina Unión Soviética 157     | Audrey Grosch Estados Unidos 147        |
| Doble foso (equipos)                 | Unión Soviética 246 (RM)               | China 231                                | Estados Unidos 230                      |
| Skeet                                | Svetlana Demina Unión Soviética 195    | Erzsébet Vasvári · Hungría · 193         | Zhang Shan China 192                    |
| Skeet (equipos)                      | Hungría · 429 (RM)                     | China 418                                | Unión Soviética 416                     |

- RM –  récord mundial

## Medallero
| Núm. | País           | Oro | Plata | Bronce | Total |
| ---- | -------------- | --- | ----- | ------ | ----- |
| 1    | URSS           | 20  | 15    | 11     | 46    |
| 2    | Estados Unidos | 5   | 5     | 7      | 17    |
| 3    | Hungría        | 4   | 6     | 2      | 12    |
| 4    | Italia         | 4   | 2     | 2      | 8     |
| 5    | RFA            | 4   | 1     | 2      | 7     |
| 6    | RDA            | 3   | 2     | 3      | 8     |
| 7    | Bulgaria       | 3   | 1     | 2      | 6     |
| 8    | China          | 2   | 6     | 6      | 14    |
| 9    | Francia        | 2   | 1     | 3      | 6     |
| 10   | Reino Unido    | 2   | 1     | 2      | 5     |
| 11   | Noruega        | 2   | 1     | 0      | 3     |
| 12   | Corea del Sur  | 2   | 0     | 2      | 4     |
| 13   | Checoslovaquia | 1   | 3     | 1      | 5     |
| 14   | Suecia         | 1   | 2     | 2      | 5     |
| 15   | Yugoslavia     | 1   | 1     | 3      | 5     |
| 16   | Finlandia      | 1   | 1     | 2      | 4     |
| 17   | Colombia       | 1   | 0     | 0      | 1     |
| 18   | Suiza          | 0   | 3     | 3      | 6     |
| 19   | Dinamarca      | 0   | 2     | 1      | 3     |
| 20   | Cuba           | 0   | 1     | 1      | 2     |
| 21   | Polonia        | 0   | 1     | 1      | 2     |
| 22   | Australia      | 0   | 1     | 0      | 1     |
| 23   | España         | 0   | 1     | 0      | 1     |
| 24   | Portugal       | 0   | 1     | 0      | 1     |
| 25   | Japón          | 0   | 0     | 1      | 1     |
|      | Países Bajos   | 0   | 0     | 1      | 1     |
|      | TOTAL          | 58  | 58    | 58     | 174   |